# Martinezidium fulgens
Martinezidium fulgens là một loài bọ cánh cứng trong họ Bọ hung (Scarabaeidae).